# Johann Nicolaus Green
Johann Nicolaus Green († 1766 in Lübeck) war der erste Ratsbuchdrucker Lübecks und gründete die Lübeckischen Anzeigen.

## Vorgeschichte
Anno 1524 kam Ludwig Dietz, ein gebürtiger Speyerer, aus Rostock in die Hansestadt und gründete hier die erste Druckerei. Diese ging 1531 an Johann Balhorn über. Lauritz Albrecht erwarb die Druckerei 1599. Valentin Schmalherz, er erwarb die Druckerei 1629, vererbte sie an seinen Sohn und jener an seinen Enkel weiter. Von dem Enkel, Moritz Valentin Schmalherz, erwarb 1721 mit Green ein nach dem Urteil seiner Zeitgenossen in seinem Berufe sowohl geschickter, als auch fleißiger Mann.

## Laufbahn
Green benötigte zur Ausübung seines Gewerbes ein Privileg, wie es Johann Henrich von Seelen – Rektor des Lübeckischen Gymnasiums – in einer von ihm zum 300-jährigen Jubiläum der Buchdruckkunst 1740 herausgegebenen Schrift berichtet: „... den 14. März 1721 hat ein hochweiser Rat dieser Stadt Johann Nicolaus Green mit dem Buchdrucker-Privilegio obrigkeitlich begünstiget, und ihn hierin durch ein Dekretum bestätiget“. Drei Jahre später, 1724, wurde seine Druckerei zur Ratsbuchdruckerei erhoben. Seelen schreibt hierzu: „Als er nun beynahe 3 Jahre hindurch allerhand Sachen gedruckt, und gute Proben seiner Kunst und Geschicklichkeit abgelegt, ist ihm zuerst das Prädikat eines Hochedlen und Hochwerten Rahts Buchdruckers, und zwar gleichfalls durch ein dem 3. März A. 1724 gegebenes Dekretum erteilet worden.“ und weiter „Gedachter Rahts-Buchdrucker hat im folgenden Jahre sich mit einer trefflichen Arbeit gezeiget, indem aus seiner Presse ans Licht getreten die Lübeckische Handbibel, das ist, die ganze Heilige Schrift Altes und Neues Testaments, verdeutschet durch D. Martin Luthern, nach den besten Exemplarien auf das neue übersehen, mit kurtzen Concordantien versorget, und zum heilsamen Gebrauch nützlich zu gerichtet; über dieses mit den bey anderen Hand-Bibeln nicht befindlichen 3 Büchern, aus dem III und IV B. Esta und dem III Buch der Maccabeer, vermehrt. Wobey denn auch des seel. Herrn Joh. Arnds Informatorium Bibliceum zu finden. Nebst einer Vorrede Georg Heinrich Götzens, D. der Lübeckischen Kirchen Superintend. samt angeführtem kurtzem Gesang- und Gebeth-Buche. Lübeck. Verlegts Johann Christian Rüdiger. Gedr. von Johann Nicolaus Green. E. E. Hochw. Raths Buchdr. 1725.“
Bereits 1737 wurde eine Neuauflage der oben genannten Bibel erforderlich. Diese, sowie andere in der Greenschen Offizin gedruckten Werke befinden sich in der Stadtbibliothek, von den bekannteren auch zur 200. Wiederkehr des Erwerbs der Druckerei noch viel benutzten Werken sei nur erwähnt die „Gründliche Nachricht von der Kayserl. Freyen und h. r. Reichsstadt Lübeck“ vom vormaligen Senior und Hauptpastor Jacob von Melle.
Die von Green gedruckten Bücher vermitteln ein bemerkenswertes Bild über die Leistungsfähigkeit einer Druckerei der damaligen Zeit ohne die in diesem Gewerbe fehlenden ihm heute zur Verfügung stehenden hochentwickelten Hilfsmittel. So umfasst die Bibel 1486 Seiten engen Drucks ohne die Seiten des Vorwortes, das Titelblatt den oben angegebenen Titel in Zierschrift in schwarzem und roten Druck, ein Vorsetzblatt in Kupferstich zeigt den Auferstandenen auf einem in einer Kirchenhalle befindlichen Marmorsockel, unter ihm das Medaillonbildnis Luthers, darunter eine (wohl etwas missglückte) Ansicht des alten Lübeck mit dem darunterstehenden Spruche:
Gesegnet sei die Stadt, Glück herrsch‘ in ihren Thoren,
Die Bibel bleib ihr Trost, zu der sie sich verschworen.
Ein 110 Seiten starker Anhang enthält die damals gesungenen Kirchenlieder und eine Anzahl Gebete in allen Lebenslagen.
Ein vortrefflicher Druck ist auch der auf des Rats Verfügung herausgegebene Neudruck der Lübecker Verfassung, des Stadtrechts usw. ein Quartband, ebenfalls mit einem in Rot- und Schwarzdruck hergestellten Zier-Titelblatt und einem in Kupfer gestochenen Vorsetzblatt, dass unter dem lübeckischen Adler, links Kaiser Friedrich I., rechts Kaiser Ferdinand III. und darunter wiederum eine diesmal weitaus sorgsamer ausgeführte Stadtansicht zeigt.

### Lübeckische Anzeigen
Mit der Erlaubnis eines Hohen Rats gab Green am 9. Januar 1751 bekannt, dass er ein wöchentlich erscheinendes Blatt, wie dies bereits in anderen Handelsstädten geschehe, herausgeben werde. Die erste Nummer der Lübeckischen Anzeigen erschien am 1. März 1751 in kleinem Quartformat. Bis zu ihrer Einstellung am 31. Dezember 1933 sollten sie ununterbrochen, wenn auch in mehrfach veränderter und verbesserter Gestalt, im selben Verlag erscheinen.

### Ausgewählte Drucke
- Die ganze Heilige Schrift Altes und Neues Testaments, verdeutschet durch D. Martin Luthern, nach den besten Exemplarien auf das neue übersehen ... 1725, 2. Auflage 1737
- Jacob von Melle: Gründliche Nachricht von der Kayserl. Freyen und h. r. Reichsstadt Lübeck.
- Der Kayserlichen Freyen und des Heiligen Römischen Reichs – Stadt Lübeck Statua, Stadt-Recht- und Ordnungen, samt der ehrbaren Hanse-Städte Schiffsordnung und See-Recht, auf E. Hoch-Edl. Hochw. Raths Verfügung. 1728

Digitalisat

### Andere Literatur
- Festschrift: Zum 150 jährigem Jubiläum der Lübeckischen Anzeigen / 1751 *** 6. März *** 1901 / und / 75 jährigen Bestehen der Steindruckerei Gebrüder Borchers / 1826 *** 30. Mai *** 1901
- Johann Nicolaus Green. In: Vaterstädtische Blätter, Jahrgang 1920/21, Nr. 15, Ausgabe vom 10. April 1921, S. 58–61.